# Hypotrachyna neodigitata
Hypotrachyna neodigitata är en lavart som beskrevs av Kurok. & K. H. Moon. Hypotrachyna neodigitata ingår i släktet Hypotrachyna och familjen Parmeliaceae.   Inga underarter finns listade i Catalogue of Life.